# 戸田市立図書館

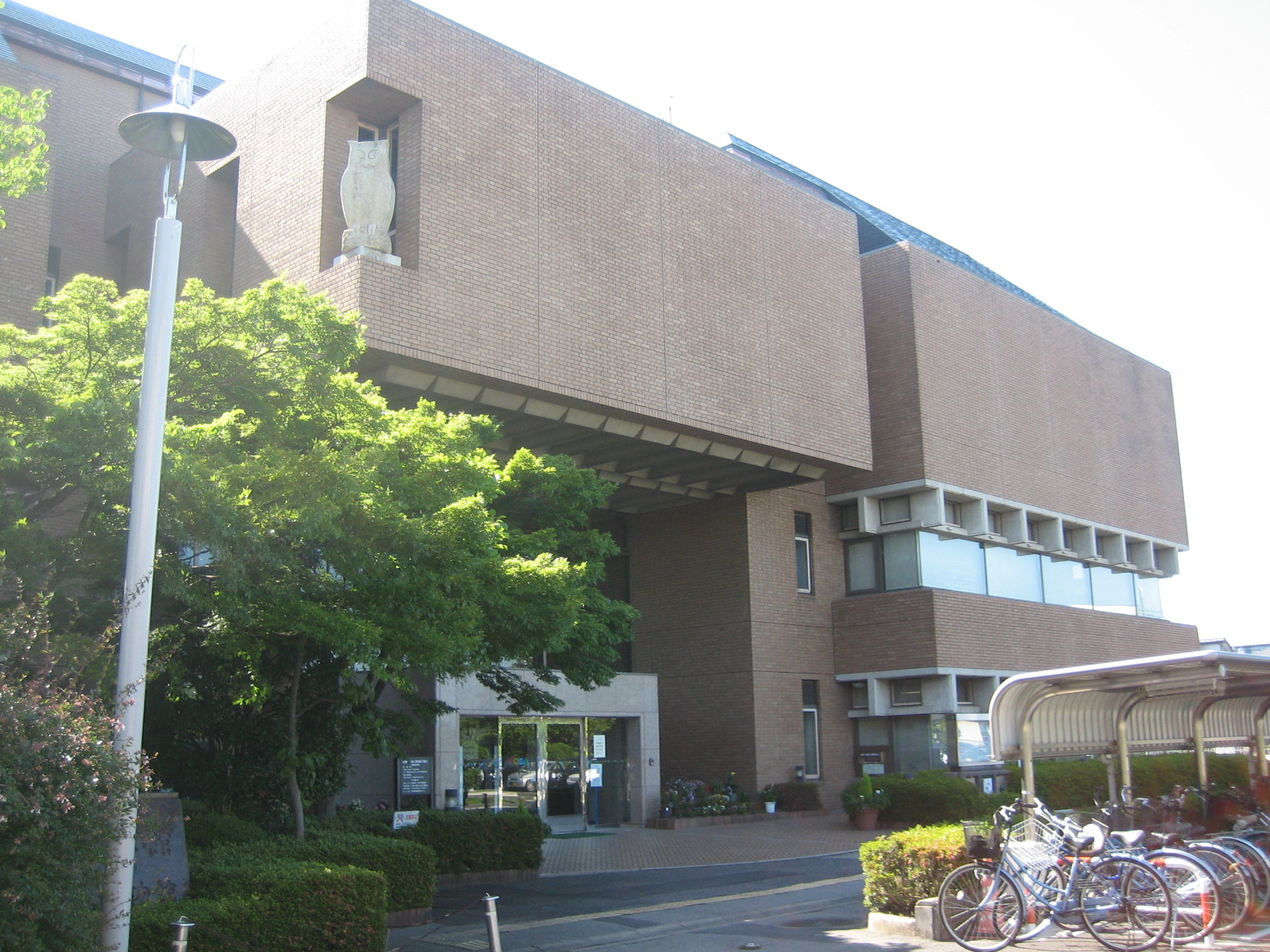
本館入口とシンボルマークのミミズク

戸田市立図書館（とだしりつとしょかん、Toda City Library）は、埼玉県戸田市新曽に中央図書館が所在する公共図書館である。

## 概要
戸田市が運営する図書館で新曽にある中央図書館と、市内各地に点在する1つの分館、3つの分室、1つの配本所で構成されている。
貸し出しは貸出券またはマイナンバーカードで図書・雑誌・紙芝居・DVD・ビデオテープ・CD・カセットを合計一人30点まで（ただし、視聴覚資料は合計10点まで）、15日間借りることができる。
借りることのできる人は
- 戸田市、蕨市、川口市、草加市、さいたま市、朝霞市、和光市、板橋区又は北区に住んでいる人
- 戸田市に通勤又は通学している人

に限られる。
返却は館内の返却カウンターか返却ポスト（みみずくポスト）で可能。ただし返却ポストでの返却は図書・雑誌のみ可能となる。返却ポストは中央図書館、分館、分室、配本所と戸田駅・戸田公園駅・北戸田駅にそれぞれ設置されている。

## 沿革
- 1969年  (昭和44年) 3月 - 福祉センター内に図書室開室した。
- 1972年  (昭和47年) 3月-  福祉センター図書室を上戸田福祉センター図書室に改称した。
- 1981年（昭和56年）3月 - 戸田市立図書館建設基金条例公布。
- 1982年（昭和57年）2月 - 図書館本館と郷土博物館の建設工事が着工。
- 1982年（昭和57年）11月 - 本館開館。
- 1986年（昭和61年）7月 - 下戸田南分室設置。
- 1987年（昭和62年）1月 - 戸田公園駅に返却ポスト設置。
- 1991年（平成3年）8月 - 利用者用端末機導入。
- 1993年（平成5年）4月 - 蕨市・川口市・鳩ヶ谷市（当時）・草加市・浦和市（当時）の広域利用実施。
- 1996年（平成8年）5月 - 戸田駅、北戸田駅に返却ポスト設置。
- 1998年（平成10年）4月 - 新曽分室を廃止。
- 2002年（平成14年）2月 - さいたま市との広域利用協定書調印。
- 2018年（平成30年）7月 - 図書館本館及び郷土博物館の設備改修工事に伴う休館（令和2年3月まで）[6]
- 2020年（令和2年）4月 - 中央図書館（本館から名称変更）再開[6]
- 2024年（令和6年）3月 - 戸田市立図書館ホームページをリニューアル[2]
- 2024年（令和6年）7月 - 戸田公園駅のブックポストをリニューアル（図書館のマスコット「みみちゃん」の入ったかわいいデザイン）[7]

## シンボルマーク
戸田市立図書館のシンボルマーク（キャラクター）は、ミミズクの「みみちゃん」である。これは「ミミズク」が昔から学問の神様として奉られていたことによる。
中央図書館リニューアルの時に、みみずくが3階から地上に舞い降りて、皆さんを出迎えるようになった。

## 中央図書館
中央図書館は新曽に位置し、近くに戸田市スポーツセンターや埼玉県立戸田翔陽高等学校・戸田市立新曽中学校・戸田市立新曽北小学校などの公共施設もある。また、戸田市立郷土博物館も施設内にある。

2020年4月リニューアルから名称を「本館」から「中央図書館」に変更した。

### 周辺の様子
- 中央図書館では2006年末-2007年初めにかけて図書館前の大改修を行い、駐車場の面積が増え、子供達が遊べる公園が設置された。また駐輪場も大きくなった。
- 外には金魚が泳ぐ池やベンチなどがある。また、以前は周りが田んぼで自然が多く残っており、カエルやヤゴ・多くの水生生物が見られたが、区画整理で田んぼの多くが無くなってしまった。

### 施設
- 3階：戸田市立郷土博物館
- 2階：郷土資料、自習研修席、インターネット利用 、会議室、多目的室
- 1階：一般図書・雑誌・CD・紙芝居・DVDなど
- 地下：書庫

### 開館時間
- 平日：9時 - 20時
- 土・日曜日・祝日：9時 - 18時

### アクセス
- JR東日本東北本線（埼京線） 戸田駅西口より徒歩12分
- 国際興業バス 「北戸田駅-西川口駅西口」にて戸田翔陽高校バス停下車、徒歩3分。
- 国際興業バス 「蕨駅-下笹目」にて戸田翔陽高校バス停下車、徒歩3分。
- 戸田市コミュニティバス『toco』：西循環にて図書館・博物館バス停下車、徒歩1分

## 上戸田分館

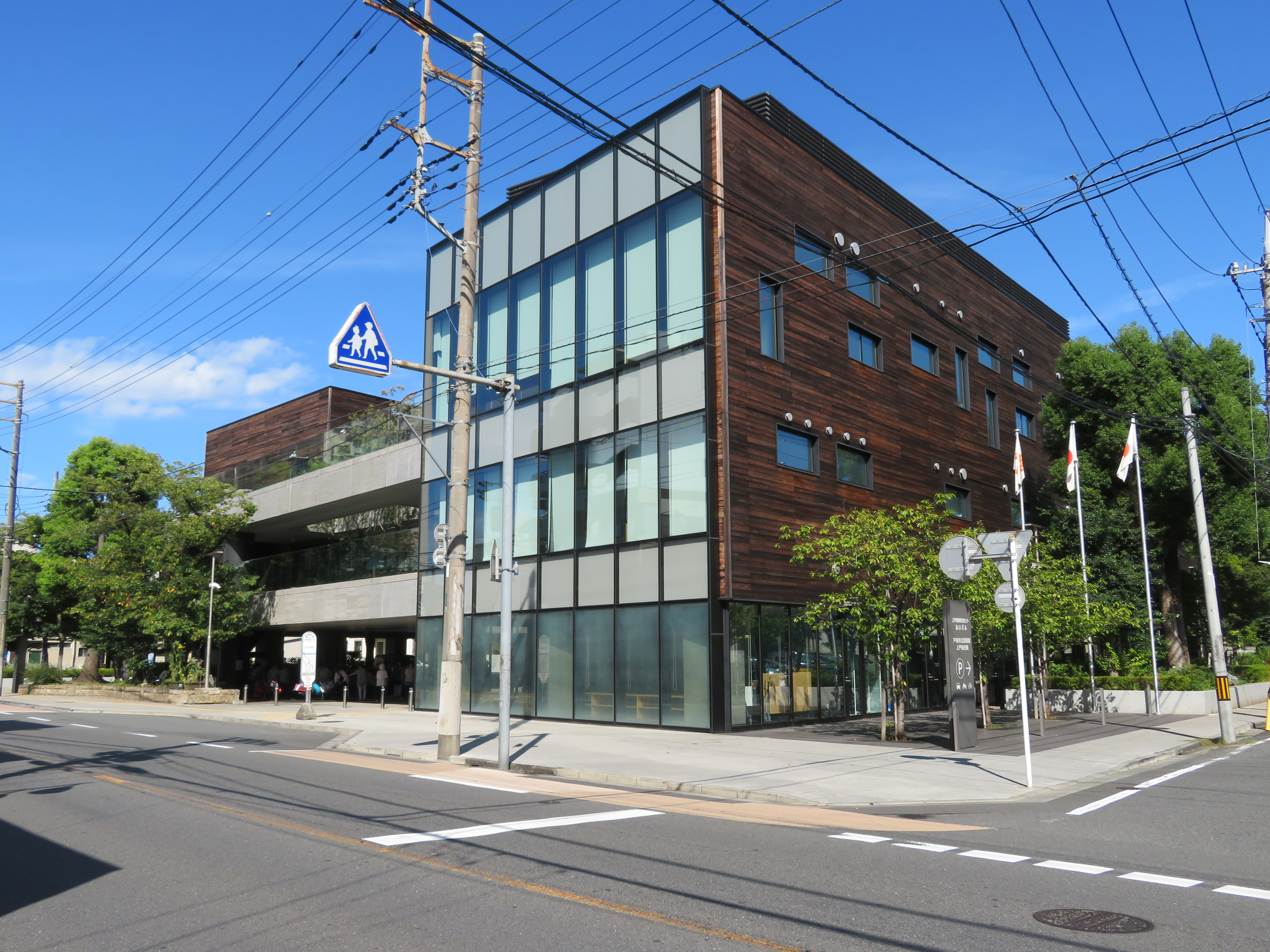
上戸田分館が置かれている上戸田地域交流センター(あいパル)

上戸田分館（かみとだぶんかん）は、同市内の 上戸田地域交流センターの2階に位置しており、2015年9月に「上戸田地域交流センター(あいパル)」とともにリニューアルオープンした。
戸田市内の図書館で唯一漫画の蔵書がある図書館である。また、開館時間は市内で一番長い。館内には、小中学生がグループで利用できるグループ学習室10席、閲覧席14席、新聞閲覧席2席、絵本コーナーがある。

### 開館時間
- 9時 - 21時30分

### 休館日
- 第3月曜日（祝日の場合は開館）
- 館内整理日（毎月末日。土・日曜日および祝日の場合は開館）
- 12月29日 - 1月4日
- 特別整理期間（不定期）

### アクセス
- JR東北本線（埼京線）戸田公園駅より徒歩7分
- 国際興業バス 「北戸田駅-西川口駅西口」にて上戸田福祉センター入口バス停下車、徒歩5分。
- 国際興業バス 「下笹目-西川口駅西口」にて上戸田福祉センター入口バス停下車、徒歩5分。

## 下戸田分室

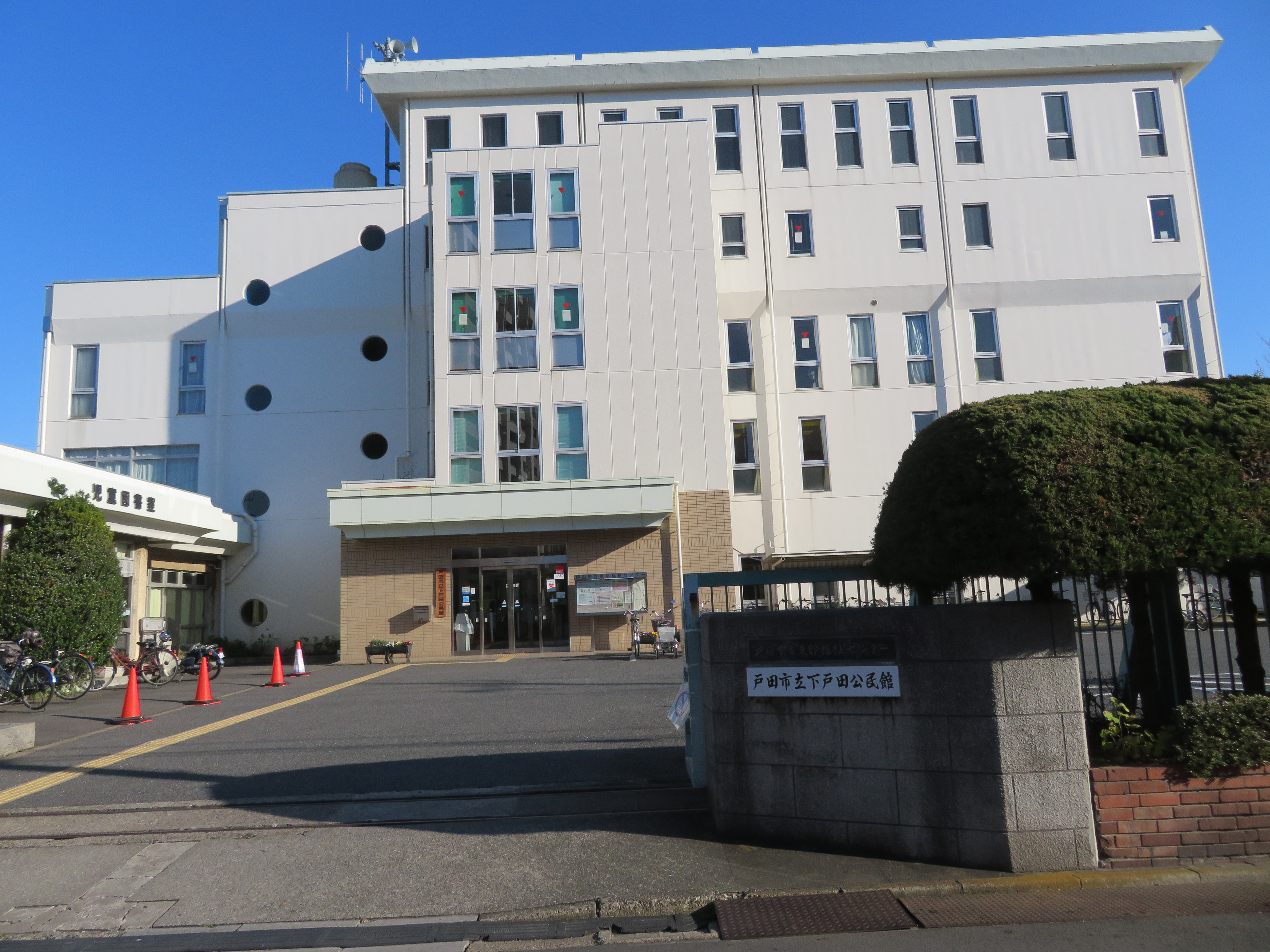
下戸田分室が置かれている東部福祉センター

下戸田分室（しもとだぶんしつ）は、同市内の「東部福祉センター」1階に位置している。分室の中では一番小さい図書館で貯蔵冊数は約8,000冊、そのほとんどが児童書である。

### 開館時間
- 9時 - 18時

### アクセス
- JR東北本線（埼京線）戸田公園駅より徒歩13分
- 国際興業バス 「北戸田駅-西川口駅西口」にて公団前バス停下車、徒歩5分。
- 国際興業バス 「下笹目-西川口駅西口」にて公団前バス停下車、徒歩5分。
- 国際興業バス 「北戸田駅-西川口駅西口」にて中町二丁目バス停下車、徒歩4分。
- 国際興業バス 「下笹目-西川口駅西口」にて中町二丁目バス停下車、徒歩4分。
- 国際興業バス 「川口駅西口-蕨駅西口」にて東部浄水場バス停下車、徒歩3分。
- 国際興業バス 「戸田公園駅東口-蕨駅東口」にて東部浄水場バス停下車、徒歩3分。

## 美笹分室
美笹分室（みささぶんしつ）は同市内の「西部福祉センター」2階に位置している。

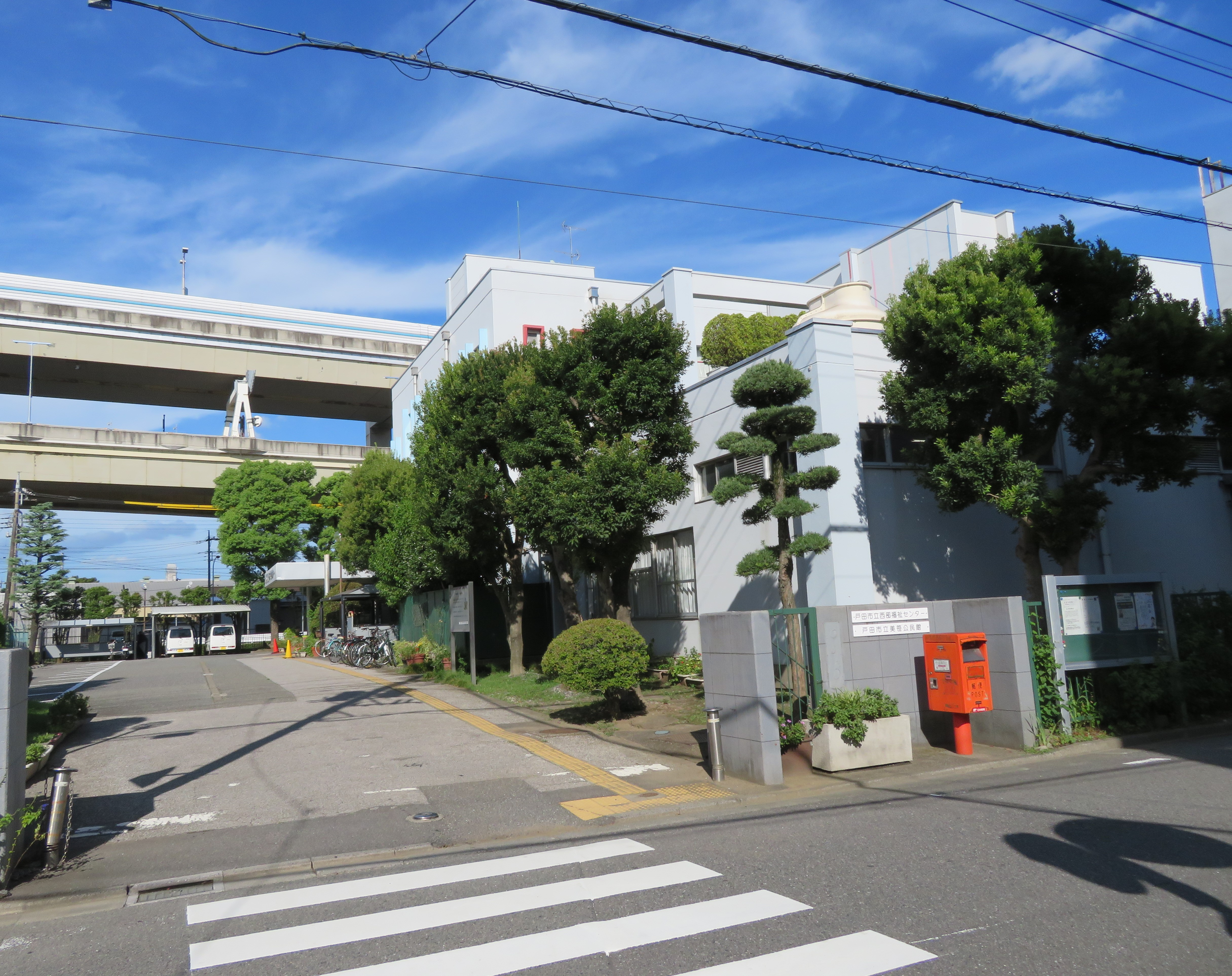
美笹分室が置かれている戸田市立西部福祉センター

### 開館時間
- 9時 - 18時

### アクセス
- 国際興業バス 「武蔵浦和駅-下笹目」にて美笹支所バス停下車、徒歩7分。
- 国際興業バス 「北戸田駅-西川口駅西口」にて医療保健センターバス停下車、徒歩15分。
- 戸田市コミュニティバス『toco』：美笹循環にて美笹支所バス停下車、すぐ。

## 下戸田南分室

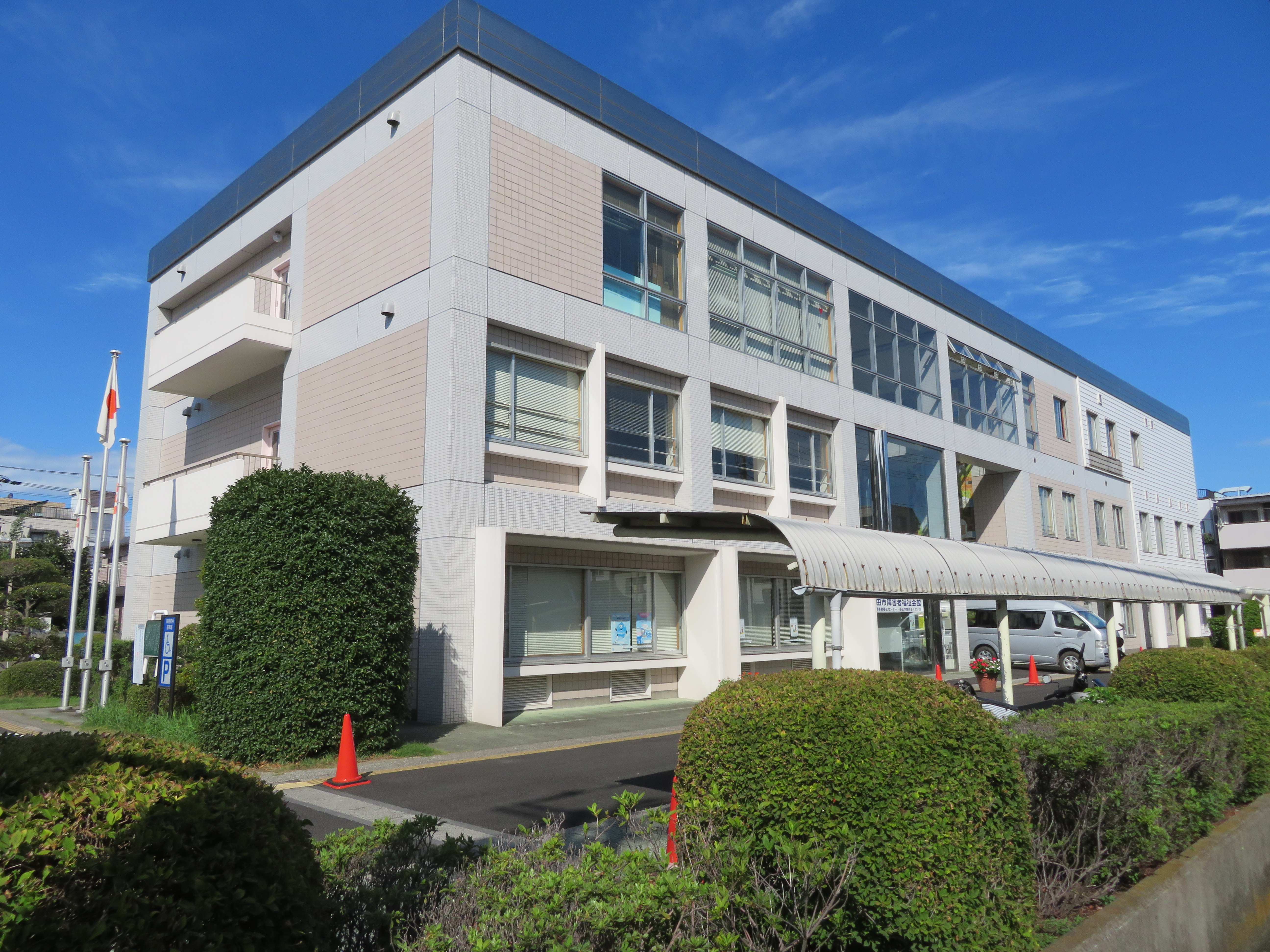
下戸田南分室が置かれている福祉青少年会館

下戸田南分室（しもとだみなみぶんしつ）は、同市内の福祉青少年会館3階に位置している。分室のなかでは唯一「利用者端末機」が設置されており、扱う図書の多くが一般書である。

### 開館時間
- 9時 - 18時

### アクセス
- JR東北本線（埼京線）戸田公園駅より徒歩15分
- 国際興業バス 「川口駅-下笹目」にて福祉青少年会館前バス停下車、徒歩2分。
- 戸田市コミュニティバス『toco』：川岸循環にて福祉青少年会館前バス停下車、すぐ。

## 戸田公園駅前配本所
戸田公園駅前配本所（とだこうえんえきまえはいほんしょ）は、同市内の戸田公園駅前行政センター2階に位置している。 蔵書は持たず、リクエストした資料の貸し出し・返却が可能。開所時間が他より長い。

### 開館時間
- 平日：8時30分 - 20時
- 土・日・祝日：9時 - 17時30分

### アクセス
- JR東北本線（埼京線 ）戸田公園駅西口すぐ。

## 休館日
中央図書館・下戸田分室・美笹分室
- 第2・4・5月曜日（祝日の場合は開館）
- 館内整理日（毎月末日。土・日曜日および祝日の場合は開館）
- 12月29日 - 1月4日
- 特別整理期間（不定期）

上戸田分館
- 第3月曜日（祝日の場合は開館）
- 館内整理日（毎月末日。土・日曜日および祝日の場合は開館）
- 12月29日 - 1月4日
- 特別整理期間（不定期）

下戸田南分室
- 第1・3・5火曜日（祝日の場合は開館）
- 館内整理日（毎月末日。土・日曜日および祝日の場合は開館）
- 12月29日 - 1月4日
- 特別整理期間（不定期）

戸田公園駅前配本所
- 12月29日 - 1月4日
- 特別整理期間（不定期）

## 図書館・分室一覧
|   | 図書館・分室名     | 郵便番号 | 住所                       | 電話         |
| - | ------------------ | -------- | -------------------------- | ------------ |
| 1 | 中央図書館         | 335-0021 | 戸田市大字新曽1707番地     | 048-442-2800 |
| 2 | 上戸田分館         | 335-0022 | 戸田市上戸田2丁目21番1号   | 048-442-1211 |
| 3 | 下戸田分室         | 335-0016 | 戸田市下前1丁目2番20号     | 048-442-1228 |
| 4 | 美笹分室           | 335-0031 | 戸田市美女木5丁目2番地の16 | 048-421-6737 |
| 5 | 下戸田南分室       | 335-0015 | 戸田市川岸2丁目4番8号      | 048-443-1500 |
| 6 | 戸田公園駅前配本所 | 335-0023 | 戸田市本町4丁目15番11号    | 048-420-9746 |

## 関連施設
- 戸田市立郷土博物館
- 上戸田地域交流センター